# Obereopsis rufa
Obereopsis rufa là một loài bọ cánh cứng trong họ Cerambycidae.